# Nickolas Muray

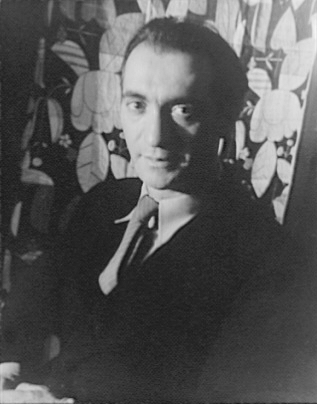
Nickolas Muray, Fotoporträt von Carl Van Vechten, 1933

Nickolas Muray (geborener Miklós Mandl; * 15. Februar 1892 in Szeged, Ungarn; † 2. November 1965 in New York City) war ein US-amerikanischer Fotograf ungarischer Abstammung, der für seine Prominentenporträts und farbigen Werbefotografien bekannt wurde. Darüber hinaus war er Sportler: Im Säbelfechten war er Landesmeister und nahm an den Olympischen Spielen in der Disziplin Fechten teil. Des Weiteren war Muray ein Sammler zeitgenössischer mexikanischer Kunst.

## Leben und Wirken

### Ausbildung
Miklós Mandl war der Sohn des Postangestellten Samu Mandl und seiner Frau Klára Lövit. Die Familie jüdischer Herkunft ließ ihren Namen in Murai ändern. Zwei Jahre nach seiner Geburt zog die Familie nach Budapest. Er fühlte sich schon in jungen Jahren gedemütigt durch antisemitische Angriffe, was in ihm den Wunsch weckte, die Beschränkungen einer ungerechten Gesellschaft zu überwinden und die Welt zu erkunden. Mandl ließ sich an der Budapester Schule für Grafik in den Bereichen Fotografie, Lithografie und Fotogravüre ausbilden. Er schloss mit einem internationalen Zertifikat ab und belegte danach einen dreijährigen Kurs für Farbfotogravüre in Berlin, wo er sich unter anderem mit der Herstellung von Farbfiltern befasste. Danach arbeitete er für den Berliner Ullstein Verlag.

### Fotografisches Werk

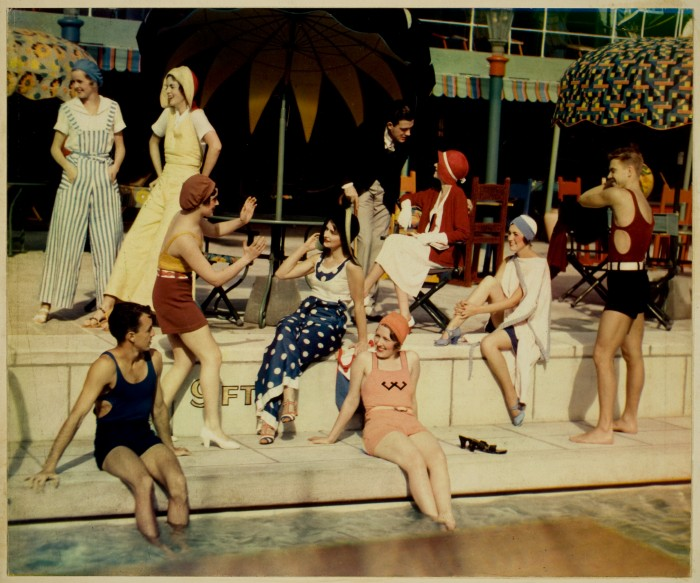
Foto in Ladies’ Home Journal, 1932

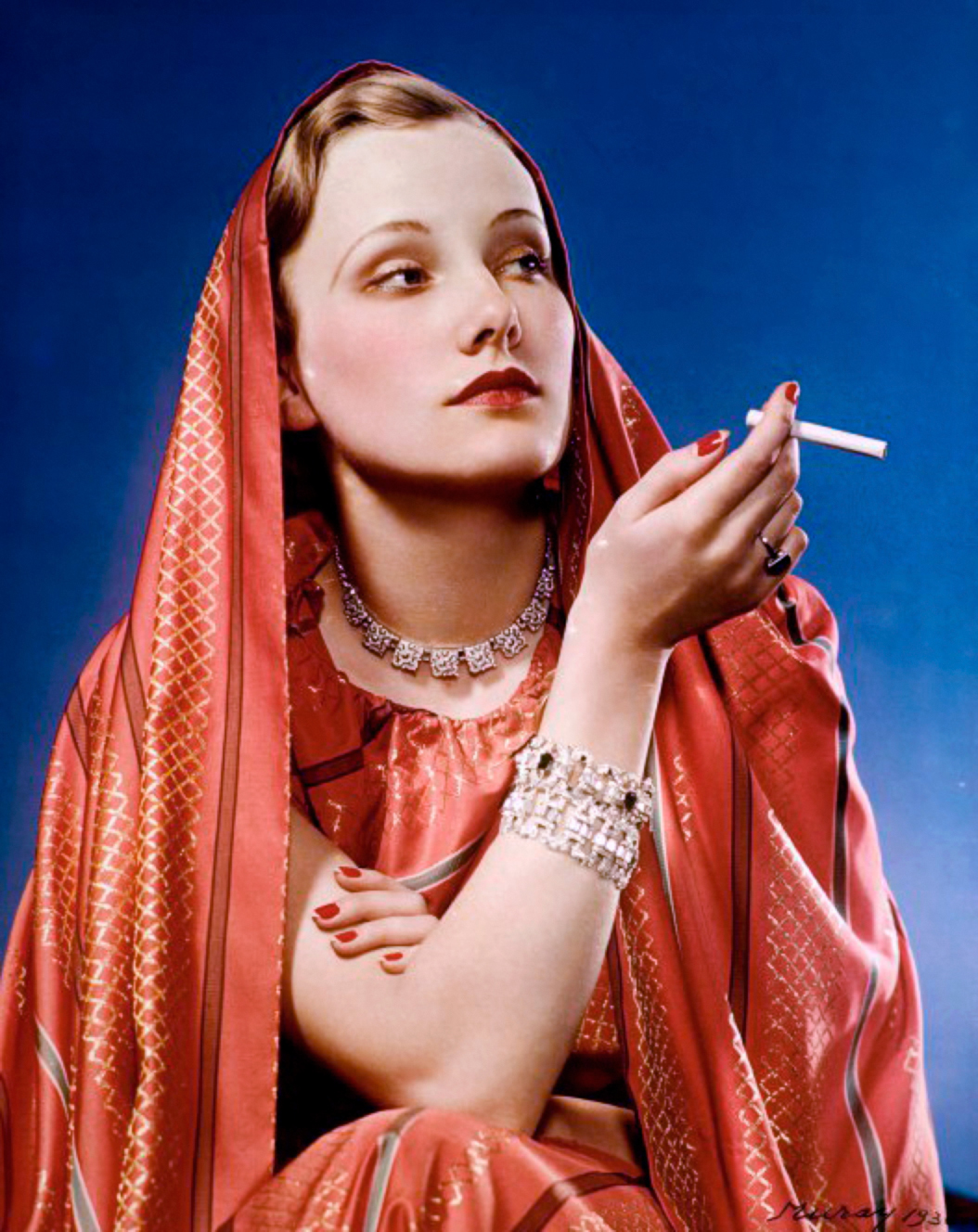
Girl in Red, Werbefoto für Lucky Strike, 1936

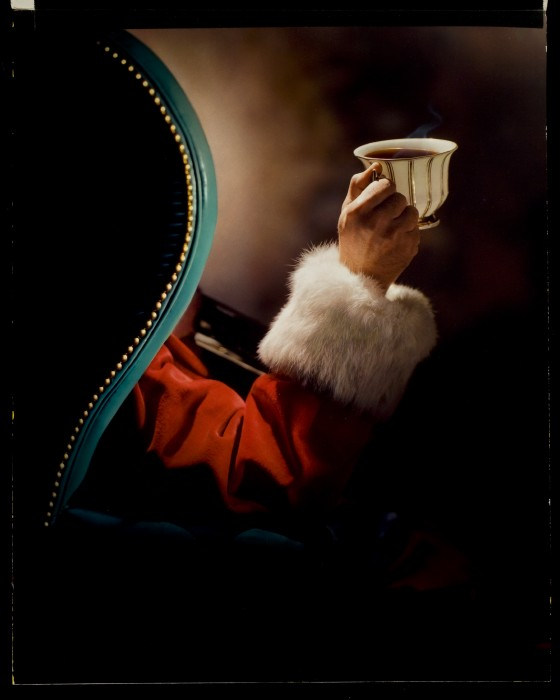
Santa Claus, Werbung für A&P, 1958

1913 verließ der 21-jährige Miklós Murai mit 25 Dollar in der Tasche Europa und zog nach New York, wo er seinen Namen zu Nickolas Muray änderte. Er besuchte Abendkurse zum Erlernen der englischen Sprache und bezeichnete sich als Atheist. Er fand eine Arbeitsstelle bei Stockinger in Greenpoint (Brooklyn) und 1916 bei Condé Nast. 1916 heiratete er seine erste Frau, die ungarische Dichterin Ilona Fulop. 1918 erhielt er die US-amerikanische Staatsbürgerschaft.
1920 eröffnete Muray zusätzlich ein eigenes Porträtstudio in seinem Appartement in Greenwich Village. Wenig später erschienen seine Fotografien bekannter New Yorker Persönlichkeiten regelmäßig in Harper’s Bazaar, sodass er seinen Angestelltenjob aufgeben konnte. 1926 schickte ihn Vanity Fair nach London, Paris und Berlin und 1929 nach Hollywood für Aufnahmen von Prominenten. Er fotografierte zu dieser Zeit beispielsweise Joan Crawford und Douglas Fairbanks am Strand. Seine Bilder wurden in vielen weiteren Publikationen veröffentlicht, so in Vogue, Ladies’ Home Journal, McCall’s und The New York Times. Zu den anfangs in Schwarz-weiß porträtierten Personen gehörten unter anderen Fred Astaire, Marlene Dietrich, Dwight D. Eisenhower, F. Scott Fitzgerald, Claude Monet, Franklin D. Roosevelt, George Bernard Shaw und Gloria Swanson. Muray schuf insgesamt etwa 10.000 Porträts.
Nach dem Beginn der Weltwirtschaftskrise verringerte Muray seine Tätigkeit als Porträtfotograf und wandte sich mehr der Werbebranche zu, in der er als Pionier der Farbfotografie galt und als Meister des farbigen Pigmentdruckverfahrens (carbon print). Für Ladies’ Home Journal schuf er 1931 die erste farbige Druckvorlage nach einer Farbfotografie, eine Werbungsseite, die 17 mit Badeanzügen bekleidete Modelle in Miami darstellt. Sein Werk wurde in vielen Einzel- und Gruppenausstellungen international gezeigt.

### Frida Kahlo
Nickolas Muray lernte die mexikanischen Künstlerin Frida Kahlo bei einem Besuch seines Freundes Miguel Covarrubias in Mexiko kennen. Sie freunden sich an und haben 1931 eine Liebesaffäre, nachdem sich Muray und seine zweite Frau hatten scheiden lassen. Frida Kahlo war zu jenem Zeitpunkt seit zwei Jahren mit Diego Rivera verheiratet. Als die New Yorker Galerie Julien Levy  im November 1938 erstmals Bilder von Frida Kahlo in den USA ausstellt, begegnen sich Kahlo und Muray wieder. Die Affäre überdauerte Murays dritte Hochzeit sowie Kahlos Scheidung 1939 und Wiederverheiratung 1940. Im Jahr 1941 erfolgte die Trennung, da Muray sie heiraten wollte, während Kahlo ihn nur als Liebhaber akzeptierte. Muray heiratete schließlich 1942 seine vierte Frau, Margaret „Peggy“ Schwab. Doch blieben sie bis zu Kahlos Tod im Jahr 1954 befreundet. Muray schuf ausdrucksvolle, farbintensive Fotoporträts der Mexikanerin. Ab 2009 fanden Wanderausstellungen seiner Kahlo-Fotografien unter dem Titel „Frida Kahlo: Through the Lens of Nickolas Muray“ statt; der erste Ausstellungsort befand sich in der Albright-Knox Art Gallery, Buffalo. Gezeigt wurden 74 schwarzweiße und farbige Porträts der Künstlerin.

### Fechten
1927 gewann Nickolas Muray die nationale Säbelmeisterschaft. 1928 und 1932 gehörte er dem „United States Olympic Fencing Team“ an. Sein größter Erfolg war der vierte Platz mit der Mannschaft bei den Olympischen Spielen 1932 in Los Angeles. Nach Beendigung seiner sportlichen Karriere, die dem „One of the twenty greatest fencers in American History“ 60 Medaillen einbrachte, war er 1956, 1960 und 1964 als Referent bei den Olympischen Spielen tätig.
1961 erlitt er beim Fechten im New York Athletic Club einen Herzanfall und konnte reanimiert werden. 1965 wiederholte sich bei der Ausübung seines Lieblingssports ein solcher Anfall, den Muray nicht überlebte.

## Murays Kunstsammlung
Murays Freund, der mexikanische Künstler Miguel Covarrubias, machte den Fotografen mit seinen Künstlerfreunden bekannt, deren Werke dieser zu sammeln begann. Neben Werken von Frida Kahlo und Covarrubias kamen so u. a. die von Rufino Tamayo, Juan Soriano, Fernando Castillo, Guillermo Meza und Roberto Montenegro in seinen Besitz. Über die Sammlung, die zum Bestand des Harry Ransom Center der University of Texas at Austin gehört, erschien 2004 das Buch The Covarrubias circle: Nickolas Muray’s collection of twentieth-century Mexican art.

## Ungarische Fotografen in den USA
Neben Nickolas Muray lebten etliche weitere ungarische Fotografen in den Vereinigten Staaten, die später, nach Hitlers Machtergreifung 1933, aus Europa emigrierten und erfolgreich dort arbeiteten. Zu ihnen gehören André Kertész, László Moholy-Nagy und Martin Munkácsi.

## Abbildungen
1. ↑  Nickolas Muray: Joan Crawford und Douglas Fairbanks junior, Foto aus dem Jahr 1929
2. ↑  Nickolas Muray: Gloria Swanson, Porträt aus dem Jahr 1922
3. ↑  Nickolas Muray: Porträts von Frida Kahlo

| Personendaten    | Personendaten                              |
| ---------------- | ------------------------------------------ |
| NAME             | Muray, Nickolas                            |
| ALTERNATIVNAMEN  | Mandl, Miklós (Geburtsname); Murai, Miklós |
| KURZBESCHREIBUNG | US-amerikanischer Fotograf und Journalist  |
| GEBURTSDATUM     | 15. Februar 1892                           |
| GEBURTSORT       | Szeged, Ungarn                             |
| STERBEDATUM      | 2. November 1965                           |
| STERBEORT        | New York City                              |